# Lubiżnia (przystanek kolejowy)
Lubiżnia (ukr. Любижня, ros. Любижня) – przystanek kolejowy w miejscowości Delatyn, w rejonie nadwórniańskim, w obwodzie iwanofrankiwskim, na Ukrainie.
Przystanek istniał przed II wojną światową.